# North Wiltshire
North Wiltshire es un municipio rural canadiense situado en la provincia de Isla del Príncipe Eduardo.

## Superficie
North Wiltshire tiene una superficie de 12,43 km².

## Demografía
En 2021, tenía 176 habitantes, una densidad poblacional de 14,2 hab./km², y 73 viviendas.